# La tragedia di Z
La tragedia di Z (titolo originale The Tragedy of Z) è un romanzo poliziesco del 1933 di Ellery Queen, il terzo della serie che ha per protagonista l'ex attore shakespeariano Drury Lane. In origine venne pubblicato sotto lo pseudonimo di Barnaby Ross e ripubblicato a firma Ellery Queen nel 1942.

## Trama
L'ispettore Thumm, ex poliziotto della Squadra Omicidi di New York, ora in pensione, ha aperto un'agenzia investigativa. Thumm è colto impreparato dalla brillante intelligenza della figlia Patience, appena rientrata dall'Europa dopo gli studi universitari, e soprattutto dal suo talento nel campo investigativo. In breve tempo Patience diventa un membro a pieno titolo dell'agenzia di famiglia. Così, quando il ricco imprenditore Elihu Clay assume l'ex ispettore perché conduca delle indagini sul suo socio Ira Fawcett, fratello di un importante uomo politico e sospettato di avere coinvolto l'azienda in traffici loschi, Patience accompagna suo padre nella cittadina di Leeds per aiutarlo nelle investigazioni.
Giunti a Leeds, padre e figlia si trovano però subito ad affrontare un caso di omicidio: il senatore Joel Fawcett, fratello di Ira, è stato rinvenuto nella sua abitazione, pugnalato a morte. Il delitto sembra avere una soluzione semplicissima: un ex-galeotto di nome Aaron Dow, rilasciato il giorno stesso, aveva appuntamento con il senatore, con il quale intratteneva legami non molto chiari. Caso aperto e immediatamente chiuso, per le autorità del luogo, ma non per Patience, che, malgrado i pregiudizi maschilisti verso un detective in gonnella, esamina la scena del crimine e si dice convinta dell'innocenza di Dow, pur non avendo le prove. Non resta quindi che fare appello al vecchio amico di suo padre, l'ex attore Drury Lane. Anche se ormai anziano, Lane possiede ancora le capacità deduttive che gli hanno consentito in passato di risolvere i casi più complessi.

## Personaggi
- Drury Lane : ex attore di teatro
- Quacey : domestico di Drury Lane
- Walter Bruno : governatore dello Stato di New York
- Thumm : ex-ispettore di polizia, investigatore privato
- Patience Thumm : figlia dell'Ispettore Thumm
- Elihu Clay : industriale del marmo nella contea di Tilden
- Jeremy Clay : figlio di Elihu Clay
- Dottor Ira Fawcett : medico, socio di Elihu Clay
- Senatore Joel Fawcett : fratello di Ira
- John Hume : procuratore distrettuale della contea di Tilden
- Rufus Cotton: suo consigliere politico
- Kenyon : capo della polizia della contea di Tilden
- Dottor Bull : medico legale
- John Carmichael : segretario di Joel Fawcett
- Fanny Kaiser : proprietaria di una casa di tolleranza
- Magnus : direttore del penitenziario di Algonquin
- Padre Muir : cappellano del penitenziario di Algonquin
- Aaron Dow : galeotto
- Mark Currier : avvocato

## Critica
"In The Tragedy of Z [...] ci troviamo improvvisamente in un'atmosfera completamente diversa da quella dei due precedenti romanzi di Drury Lane. La vicenda non è più raccontata impersonalmente in terza persona ma, seguendo un metodo usato spesso da altri scrittori, e molto di rado dagli stessi Dannay e Lee, viene invece narrata in prima persona da un personaggio di primo piano nell'economia del racconto. [...] lo stesso Drury Lane ci viene ormai presentato come un vecchio di 70 anni, malato, con le spalle ricurve, il viso pieno di rughe, il passo incerto ed esitante, anche se nella scoperta del colpevole dimostrerà l'abilità di sempre."

Nell'introduzione alla prima edizione in inglese, il presunto autore Barnaby Ross precisava che nei 10 anni trascorsi (nella finzione) tra la vicenda narrata in La tragedia di Y e questo libro Drury Lane aveva affrontato e risolto molti altri casi criminali, i quali sarebbero forse stati pubblicati in futuro. In realtà, gli autori non scrissero mai nessuna storia che riguardasse questi presunti casi.

"La tragedia di Z è il più impressionante di tutti i romanzi di Drury Lane. La sua grande gloria sta nel finale, dove il detective si muove attraverso lunghe catene di prove per dedurre l'identità dell'assassino. Si vorrebbe che ci fossero nella narrativa poliziesca più finali di questo tipo, dove la deduzione logica regna suprema; ma ciò sfortunatamente è stato preso troppo di rado come esempio. Fra tutti gli autori di gialli, Ellery Queen è il più interessato alla ragione. La deduzione logica è l'essenza dell'universo queeniano."

## Edizioni
- Ellery Queen, La tragedia di Z, in Marco Polillo (a cura di), Delitti in cerca d'autore, Arnoldo Mondadori Editore, 1975.
- Ellery Queen, La tragedia di Z, in Tre lettere per tre delitti, collana Supergiallo - I grandi maestri n. 2, traduzione di Carmen Iarrera, Arnoldo Mondadori Editore, 2007, ISSN 1123-0797 (WC · ACNP).